# ジェイソン・ドウ
ジェイソン・ドウ（Jason Dawe, 1967年 - ）は、イギリスの自動車のジャーナリスト。2002年にトップ・ギアにSeries 1のみ出演していた。サンデー・タイムズの自動車記事の記者である。ITV4のUsed Car Roadshowに司会として出演。